# Bilanga-Yanga
Pour les articles homonymes, voir Bilanga (homonymie).
Ne doit pas être confondu avec Bilanga ou Bilanga-Yanga-Peulh.
Bilanga-Yanga est une localité située dans le département de Bilanga de la province de la Gnagna dans la région Est au Burkina Faso.

## Géographie
Bilanga-Yanga se trouve, sur la route régionale 5 menant à Andemtenga, à 14 km au sud-ouest de Bilanga et de la route nationale 18.

## Économie
Bilanga-Yanga accueille un important marché régional.

## Santé et éducation
Bilanga-Yanga accueille un centre de santé et de promotion sociale (CSPS).
Le village possède deux écoles primaires publiques (A et B).